# Pimpla amamiensis
Pimpla amamiensis är en stekelart som först beskrevs av Setsuya Momoi 1970.  Pimpla amamiensis ingår i släktet Pimpla och familjen brokparasitsteklar. Inga underarter finns listade i Catalogue of Life.